# Afrophion hynnis
Afrophion hynnis là một loài tò vò trong họ Ichneumonidae.